# Golitschepass
Der Golitschepass ist ein Übergang für Fussgänger auf 2178 m ü. M. im Schweizer Kanton Bern.
Der wichtigste Pass, der im Berner Oberland das Kandertal mit dem Engstligental verbindet, ist die Bunderchrinde, sie ist Teil des Fernwanderweges Via Alpina. Praktisch parallel zur Bunderchrinde verläuft weiter nördlich über dieselbe Bergkette der Golitschepass, der dieselben beiden Talschaften miteinander verknüpft.
Der Golitschepass führt von Kandersteg nach Achseten und umgekehrt. Auf der Kandersteger Seite ist der Bergweg via die Alp Golitschen gut gesichert und ausgebaut, doch sehr steil. Auf der anderen Seite ist das Gelände etwas sanfter; im unteren Abschnitt der Route kann man von der Elsigenalp die Seilbahn nach Elsigbach nehmen und dort auf den Bus weiter hinab nach Achseten im Engstligental umsteigen.

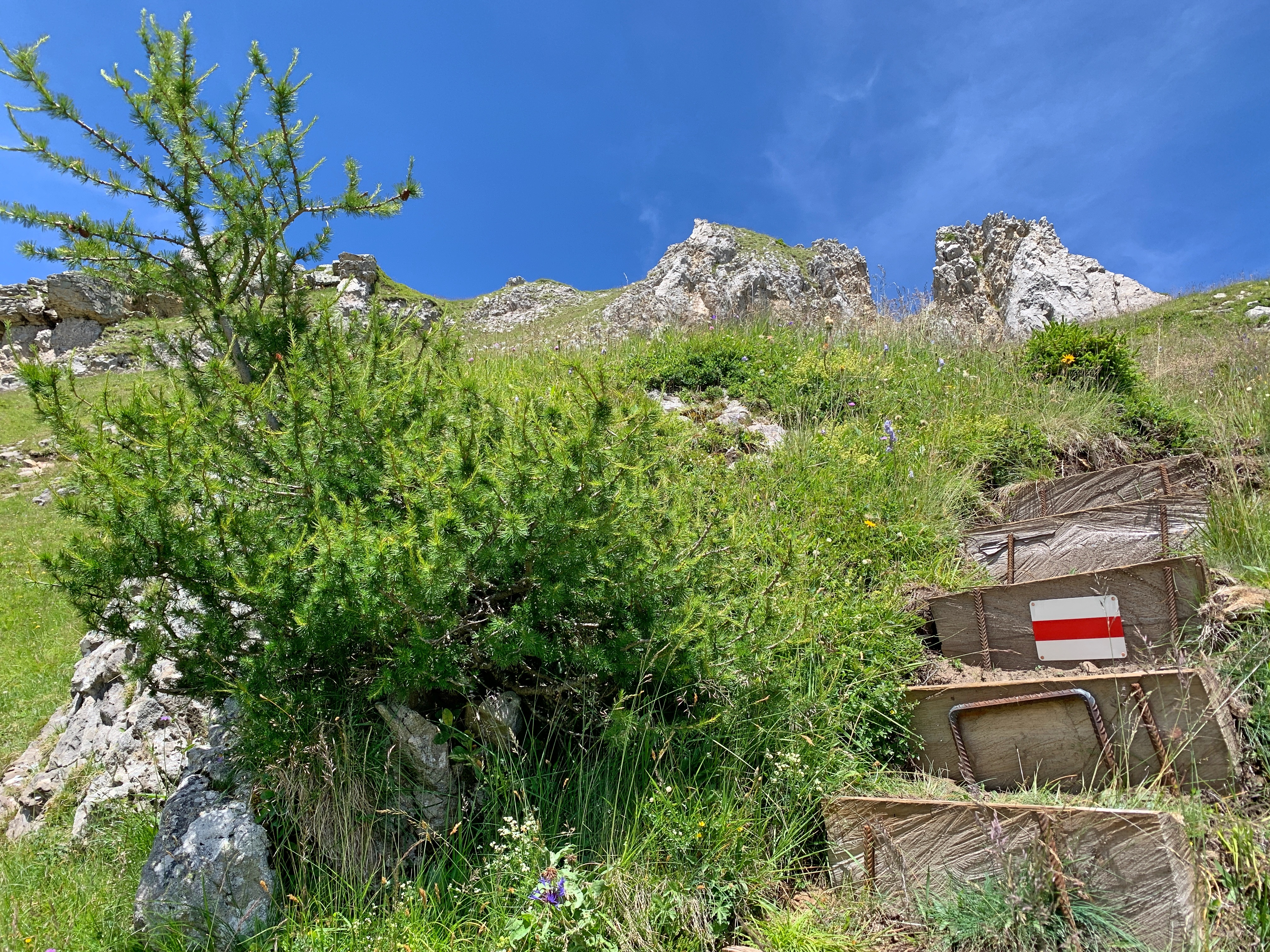
Steile Stufen des Bergweges vor der Alp Golitschen

Der Name „Golitsche“ ist aus dem Lateinischen abgeleitet, „colaticia“ bezeichnet eine Geländerinne.